# 陽耀勲
陽 耀勳（ヤン・ヤオシュン、1983年1月22日 - ）は、台湾（中華民国）の台東県台東市出身の元プロ野球選手（外野手）。左投左打。台湾の少数民族・アミ族出身。弟のひとりに陽岱鋼。

## 経歴

### プロ入り前
2002年にイタリアで開催された第1回世界大学野球選手権大会のチャイニーズタイペイ代表に外野手として出場。
2004年に母国の台湾で開催された第2回世界大学野球選手権大会チャイニーズタイペイ代表に外野手として出場。同じチャイニーズタイペイ代表として姜建銘（元巨人）が選出された。
2005年に日本で開催された第23回アジア野球選手権大会チャイニーズタイペイ代表に投手として出場。肩の故障のために大学時代は外野や指名打者での出場が多く、ようやく故障が癒えた直後の投手としての選出だった。陽はこの年、本格的に投手に転向することを望んでいたが、打者として戦力にあげられており、大学では投手兼指名打者の役割を担っていた。秋に福岡ソフトバンクホークスに入団。

### ソフトバンク時代
2006年、1年目から一軍で5試合に登板。また第1回WBCチャイニーズタイペイ代表に投手として出場。同大会には弟の仲壽も出場している。これまでに様々な大会に出場してきたが、仲壽と同チームになるのは初めてである。11月初旬に母国台湾で開催された、第16回IBAFインターコンチネンタルカップチャイニーズタイペイ代表代表に投手として出場。
2007年は度重なる左足の怪我に悩まされ、一軍、二軍共に不出場に終わった。
2008年7月27日の千葉ロッテマリーンズ戦で12回表2死から登板し無失点で切り抜けた後、その裏に本多雄一のサヨナラタイムリーが出てプロ初勝利を挙げた。また、2日後の7月29日北海道日本ハムファイターズ戦でプロ初先発、2死球、2四球と乱れ1死しか取れずに降板し敗戦投手となった。
2009年、一軍出場は4試合に留まった。二軍では22試合に登板し、3勝1敗1セーブ、防御率4.25をマーク。
2010年は先発4試合を含む自己最多の14試合に登板し、7月18日のオリックス・バファローズ戦では、先発での初勝利を挙げるなど、同年は比較的に安定した成績を残した。さらに、10月17日のクライマックスシリーズ・ファイナルステージの対ロッテ第4戦でも先発を務める（3 2/3回3安打2失点で敗戦投手）など、飛躍の年になった。

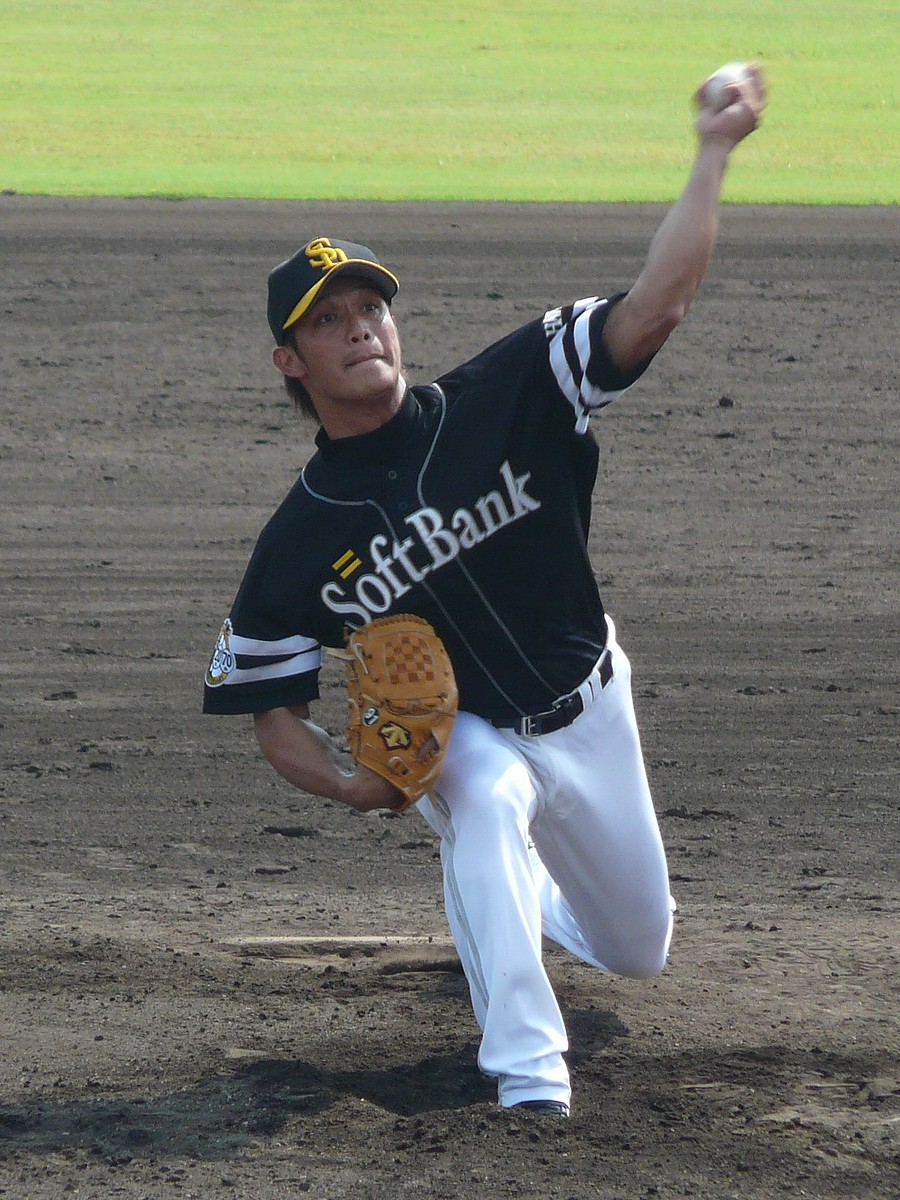
福岡ソフトバンクホークス時代
(2008年9月13日)

オフの11月に開催された広州アジア競技大会の野球チャイニーズタイペイ代表に選出された。準決勝の日本戦で勝利投手となり、決勝では韓国に敗れたが銀メダルを獲得した。
2011年は4年ぶりに一軍登板なしに終わった。二軍では15試合に登板し、6勝5敗、防御率3.25の成績を残した。
2012年は二軍戦で好投し、12試合で防御率1.80をマーク。8月4日に一軍昇格を果たすと、登板3試合目となる8月17日のオリックス戦で先発し、被安打3、奪三振10で初完投勝利を無四球完封で飾った。8月8日の日本ハム戦7回裏に弟の岱鋼（仲壽から改名）と一軍公式戦での初対戦を果たした（結果は初球を中前安打される）。シーズン終盤には先発ローテーションの一角を任され、一軍登板9試合・先発7回で2勝3敗と勝ち星こそ伸びなかったものの、防御率1.48、WHIP0.98、奪三振率9.49と入団以来最高の成績を残した。10月17日のクライマックスシリーズ・ファイナルステージの対日本ハム第1戦で先発し、CSでも岱鋼との兄弟対戦が実現。6回までを1安打に抑える好投を見せるが、7回に糸井嘉男に同点2ランを浴びて降板し勝敗はつかず。また9月21日に第3回WBC予選のチャイニーズタイペイ代表に選出された。11月に第3回WBC予選前にキューバ代表との国際親善試合であるサンダーシリーズのチャイニーズタイペイ代表に選出された。第3回WBC予選では11月18日のニュージーランド戦に先発登板し、4回5奪三振と好投。チャイニーズタイペイ代表のWBC本大会進出に貢献した。
2013年は前年に契約更改を約束し契約未更改のまま帰国していたが、その後、2013シーズン終了後のメジャーリーグ挑戦容認を陽が求めたことで契約がまとまらず、春季キャンプをボイコットする。その後ソフトバンク側が譲歩、メジャーリーグ挑戦を容認した契約で、春季キャンプ開始後の2月3日に契約を更改、春季キャンプに合流した。また1月14日第3回WBC本戦のチャイニーズタイペイ代表に選出された。
シーズンでは一軍戦での登板はなかった。二軍戦でも9試合に投げ、防御率8.84の成績に終わった。10月15日、球団から退団が発表された。

### ソフトバンク退団後

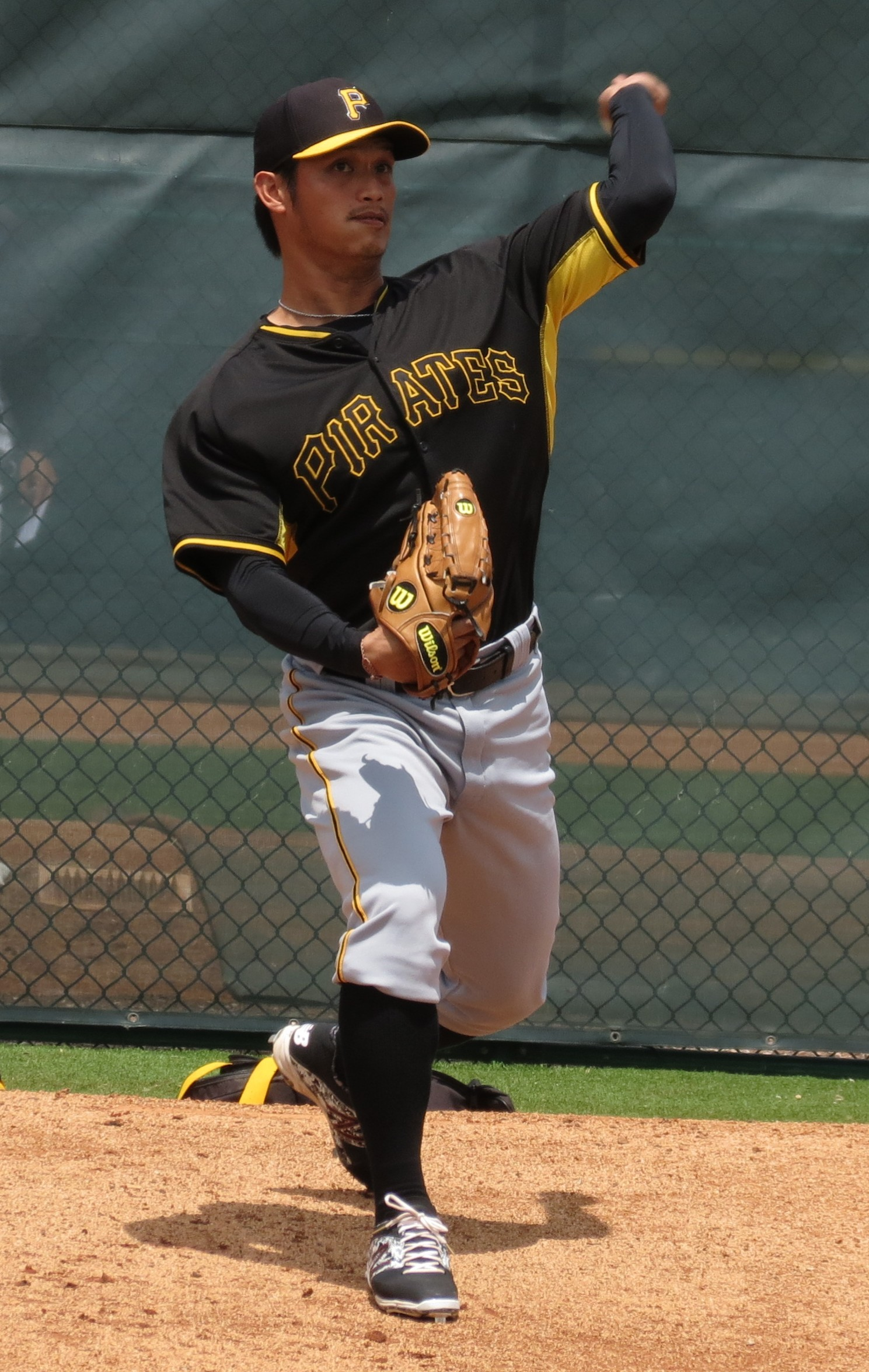
ピッツバーグ・パイレーツ時代
(2014年4月11日)

2014年2月13日にピッツバーグ・パイレーツとマイナー契約を結び、招待選手としてスプリングトレーニングに参加することが発表された。スプリングトレーニングでは5試合に登板し4イニングで3失点を喫する。開幕後はAA級アルトゥーナ・カーブに所属することとなった。アルトゥーナでは11試合の登板で0勝1敗、防御率6.61、WHIP2.02に終わり7月10日に解雇となる。その後、台湾ポップコーンリーグ（社会人野球のリーグ）へ入団した。

### Lamigo・楽天時代
2015年、CPBLのドラフト会議では指名されなかったが、自主培訓選手(日本の育成選手に近い制度)としてLamigoモンキーズに入団し、間もなく正式に選手登録された。左肩の故障によりアマチュア時代以来となる外野手に再転向し、9月2日の義大ライノズ戦に2番・中堅手でスタメン初出場を果たした。
2016年開幕前の1月29日に「侍ジャパン強化試合 日本 vs チャイニーズタイペイ」のチャイニーズタイペイ代表27名に選出されたが、3月3日にインフルエンザのため辞退した。8月27日の統一ライオンズ戦では明らかな外角高めのボール球をスタンドへ運び話題になり、当時統一ライオンズの監督を務めていた郭泰源が台湾プロ野球界の打高投低を問題視するきっかけとなった。
2017年はオールスターゲームのホームラン競争で、3連覇中だった林智勝を押さえて優勝を果たした。
2019年は7月24日の中信兄弟戦で自身初となる満塁ホームランを放った。9月11日の富邦ガーディアンズ二軍戦では4年ぶりにマウンドへ上がった。
2020年は6月21日の中信兄弟戦で自身最多となる1試合5打点を挙げた。同月26日の統一ライオンズ戦では先頭打者ホームランを放ち、弟の陽岱鋼と海を越えてのアベック弾となった。9月1日の富邦ガーディアンズ戦では12点差で負けていた9回に一軍では2015年以来となるマウンドに上がり、1回を無失点に抑えた。
2021年は3月16日の統一ライオンズとの開幕戦で1番・右翼手で出場し、首脳陣に期待が表れるも4月25日に成績不振で二軍へ降格した。オフの12月21日に戦力外通告を受け、退団した。

### 富邦時代
2022年1月3日、富邦ガーディアンズと契約したことが発表された。4月7日の楽天モンキーズ戦で移籍後初スタメンを記録するも、第1打席でストライク判定に不満を表し退場となった。翌日の中信兄弟戦では同点の11回裏に代打で出場し、キャリア初のサヨナラ打をマークした。オフに戦力外通告を受けた。

### 富邦退団後
2023年1月3日、台中市のアマチュア野球チームである台中市成棒隊に入団したことが発表された。

## 人物

### 人物像
- マスコミやファンからの厳しいコメントにも感謝の意を表すなど、紳士的な一面がある[22]。

### 登録名の読み方・家族
- 次弟の陽品華（改名前は「陽耀華」〈読み方：よう ようか〉、元長崎セインツ・愛媛マンダリンパイレーツ内野手）[23]、三弟の陽岱鋼(改名前は「陽仲壽」〈読み方：よう ちょんそ〉）、叔父の陽介仁[24]、従弟の張奕[25]もプロ野球入りしており、介仁を除く3人には日本の球団への在籍経験がある。日本球界では、耀勳が台湾風、耀華（改名前に在籍）と張奕が日本風の読み方で、本名を登録名に使用。耀勳がソフトバンクに在籍していた時期には、パ・リーグの一軍公式戦や2012年のクライマックスシリーズで、岱鋼と対戦したこともある。さらに、バスケットボール女子チャイニーズタイペイ代表選手の陽詩慧は実妹に当たる[24]。なお、いとこ以上の遠戚には台湾球界でプロ入りした陽森や陽建福などもいる。
- 弟の陽岱鋼にも「今シーズンもチームに溶け込んでいい成績を残して欲しい」とエールを送り、また、従弟の張奕に対しては「頑張っていれば努力を認めてくれる。きっと支配下登録されるから根気強く頑張って」と電話で励ましており家族思いの一面を見せている[26]。
- 2017年シーズンオフに弟の陽岱鋼と金銭問題のトラブル起こし、絶縁したと報道された[27]。

## 選手としての特徴
- 投手時代はスリークォーターから繰り出す平均球速約145km/h[28]・最速155km/h[29]のストレート、変化球はスライダーに加えスプリッター・カーブを持ち球としていた。NPBでの通算与四球率4.67と制球難であったが、通算奪三振率は8.64、通算被本塁打率は0.30と高水準であった。
- CPBLのLamigoモンキーズに入団以降は故障により外野手に転向している。
- 打者のピークが28歳と言われるなか[30]、32歳で野手に転向。ホームランダービーで優勝した経験があり、CPBLでも優れた打者の一人とされている[31]。

## 詳細情報

### 年度別投手成績
| 年 度     | 球 団        | 登 板 | 先 発 | 完 投 | 完 封 | 無 四 球 | 勝 利 | 敗 戦 | セ 丨 ブ | ホ 丨 ル ド | 勝 率 | 打 者 | 投 球 回 | 被 安 打 | 被 本 塁 打 | 与 四 球 | 敬 遠 | 与 死 球 | 奪 三 振 | 暴 投 | ボ 丨 ク | 失 点 | 自 責 点 | 防 御 率 | W H I P |
| --------- | ------------ | ----- | ----- | ----- | ----- | -------- | ----- | ----- | -------- | ----------- | ----- | ----- | -------- | -------- | ----------- | -------- | ----- | -------- | -------- | ----- | -------- | ----- | -------- | -------- | ------- |
| 2006      | ソフトバンク | 5     | 0     | 0     | 0     | 0        | 0     | 0     | 0        | 0           | ----  | 11    | 2.0      | 4        | 0           | 2        | 0     | 0        | 1        | 0     | 1        | 2     | 2        | 9.00     | 3.00    |
| 2008      | ソフトバンク | 6     | 1     | 0     | 0     | 0        | 1     | 2     | 0        | 0           | .333  | 24    | 3.2      | 5        | 0           | 3        | 0     | 4        | 3        | 0     | 0        | 7     | 7        | 17.18    | 2.18    |
| 2009      | ソフトバンク | 4     | 0     | 0     | 0     | 0        | 0     | 0     | 0        | 0           | ----  | 48    | 9.2      | 12       | 0           | 6        | 0     | 2        | 10       | 0     | 0        | 10    | 7        | 6.52     | 1.86    |
| 2010      | ソフトバンク | 14    | 4     | 0     | 0     | 0        | 2     | 0     | 0        | 0           | 1.000 | 149   | 32.2     | 33       | 2           | 18       | 0     | 3        | 28       | 1     | 0        | 18    | 8        | 2.20     | 1.56    |
| 2012      | ソフトバンク | 9     | 7     | 1     | 1     | 1        | 2     | 3     | 0        | 1           | .400  | 168   | 42.2     | 24       | 1           | 18       | 0     | 4        | 45       | 1     | 0        | 10    | 7        | 1.48     | 0.98    |
| 2015      | Lamigo 楽天  | 1     | 0     | 0     | 0     | 0        | 0     | 0     | 0        | 0           | ----  | 4     | 0.0      | 1        | 0           | 2        | 0     | 1        | 0        | 1     | 0        | 1     | 1        | ----     | ----    |
| 2020      | Lamigo 楽天  | 1     | 0     | 0     | 0     | 0        | 0     | 0     | 0        | 0           | ----  | 5     | 1.0      | 1        | 0           | 1        | 0     | 0        | 2        | 1     | 0        | 0     | 0        | 0.00     | 2.00    |
| NPB：5年  | NPB：5年     | 38    | 12    | 1     | 1     | 1        | 5     | 5     | 0        | 1           | .500  | 400   | 90.2     | 78       | 3           | 47       | 0     | 13       | 87       | 2     | 1        | 47    | 31       | 3.08     | 1.38    |
| CPBL：2年 | CPBL：2年    | 2     | 0     | 0     | 0     | 0        | 0     | 0     | 0        | 0           | ----  | 9     | 1.0      | 2        | 0           | 3        | 0     | 1        | 2        | 2     | 0        | 1     | 1        | 9.00     | 5.00    |

### 年度別打撃成績
| 年 度     | 球 団        | 試 合 | 打 席 | 打 数 | 得 点 | 安 打 | 二 塁 打 | 三 塁 打 | 本 塁 打 | 塁 打 | 打 点 | 盗 塁 | 盗 塁 死 | 犠 打 | 犠 飛 | 四 球 | 敬 遠 | 死 球 | 三 振 | 併 殺 打 | 打 率 | 出 塁 率 | 長 打 率 | O P S |
| --------- | ------------ | ----- | ----- | ----- | ----- | ----- | -------- | -------- | -------- | ----- | ----- | ----- | -------- | ----- | ----- | ----- | ----- | ----- | ----- | -------- | ----- | -------- | -------- | ----- |
| 2010      | ソフトバンク | 1     | 1     | 1     | 0     | 0     | 0        | 0        | 0        | 0     | 0     | 0     | 0        | 0     | 0     | 0     | 0     | 0     | 0     | 0        | .000  | .000     | .000     | .000  |
| 2015      | Lamigo 楽天  | 25    | 99    | 87    | 24    | 37    | 5        | 0        | 0        | 42    | 10    | 5     | 2        | 0     | 1     | 9     | 0     | 2     | 8     | 0        | .425  | .485     | .483     | .968  |
| 2016      | Lamigo 楽天  | 89    | 391   | 359   | 74    | 101   | 12       | 6        | 17       | 176   | 48    | 19    | 5        | 0     | 2     | 25    | 1     | 4     | 74    | 6        | .281  | .333     | .490     | .825  |
| 2017      | Lamigo 楽天  | 57    | 195   | 181   | 38    | 63    | 14       | 0        | 5        | 92    | 25    | 8     | 5        | 1     | 0     | 13    | 0     | 0     | 38    | 3        | .348  | .392     | .508     | .900  |
| 2018      | Lamigo 楽天  | 40    | 138   | 127   | 18    | 33    | 5        | 0        | 3        | 47    | 14    | 1     | 3        | 0     | 0     | 11    | 0     | 0     | 27    | 0        | .260  | .319     | .370     | .689  |
| 2019      | Lamigo 楽天  | 39    | 80    | 72    | 12    | 19    | 4        | 0        | 3        | 32    | 10    | 0     | 1        | 0     | 0     | 7     | 1     | 0     | 19    | 2        | .264  | .338     | .444     | .773  |
| 2020      | Lamigo 楽天  | 65    | 229   | 212   | 35    | 67    | 17       | 1        | 9        | 113   | 38    | 5     | 1        | 0     | 1     | 13    | 1     | 3     | 53    | 3        | .316  | .362     | .533     | .893  |
| 2021      | Lamigo 楽天  | 25    | 95    | 91    | 8     | 22    | 1        | 1        | 0        | 25    | 4     | 2     | 4        | 0     | 0     | 4     | 0     | 0     | 17    | 1        | .242  | .274     | .275     | .549  |
| 2022      | 富邦         | 13    | 27    | 26    | 1     | 5     | 1        | 0        | 0        | 6     | 2     | 0     | 0        | 0     | 0     | 1     | 0     | 0     | 11    | 0        | .192  | .222     | .231     | .453  |
| NPB：1年  | NPB：1年     | 1     | 1     | 1     | 0     | 0     | 0        | 0        | 0        | 0     | 0     | 0     | 0        | 0     | 0     | 0     | 0     | 0     | 0     | 0        | .000  | .000     | .000     | .000  |
| CPBL：8年 | CPBL：8年    | 353   | 1254  | 1155  | 210   | 347   | 59       | 8        | 37       | 533   | 151   | 40    | 21       | 1     | 4     | 85    | 3     | 9     | 247   | 15       | .300  | .352     | .461     | .813  |

- 各年度の太字はリーグ最高

### 記録
NPB投手記録
- 初登板：2006年5月17日、対読売ジャイアンツ2回戦（東京ドーム）、8回裏2死に5番手で救援登板・完了、1/3回無失点
- 初奪三振：2006年6月2日、対阪神タイガース4回戦（阪神甲子園球場）、8回裏にシェーン・スペンサーから空振り三振
- 初勝利：2008年7月27日、対千葉ロッテマリーンズ15回戦（福岡Yahoo! JAPANドーム）、12回表2死に4番手で救援登板・完了、1/3回無失点
- 初先発登板：2008年7月29日、対北海道日本ハムファイターズ16回戦（福岡Yahoo! JAPANドーム）、1/3回4失点で敗戦投手
- 初先発勝利：2010年7月18日、対オリックス・バファローズ15回戦（京セラドーム大阪）、5回6被安打2失点
- 初ホールド：2012年8月8日、対北海道日本ハムファイターズ16回戦（帯広の森野球場）、7回裏に4番手で救援登板、1回無失点
- 初完投・初完投勝利・初完封勝利：2012年8月17日、対オリックス・バファローズ16回戦（京セラドーム大阪）、3被安打10奪三振（与四死球なし）

### 背番号
- 91 （2006年 - 2013年）
- 23 （2015年 - 2019年）
- 1 （2020年 - 2021年）
- 26 （2022年）

### 代表歴
- 2002年世界大学野球選手権大会チャイニーズタイペイ代表
- 2004年世界大学野球選手権大会チャイニーズタイペイ代表
- 2005年アジア野球選手権大会チャイニーズタイペイ代表
- 2006 ワールド・ベースボール・クラシック・チャイニーズタイペイ代表
- 2006 IBAFインターコンチネンタルカップ チャイニーズタイペイ代表
- 2010年アジア競技大会野球チャイニーズタイペイ代表
- 2013 ワールド・ベースボール・クラシック予選 チャイニーズタイペイ代表
- 2013 ワールド・ベースボール・クラシック・チャイニーズタイペイ代表